# Pierre Léglise (général)
Pierre Léglise, né le 4 octobre 1771 à Miélan (Gascogne) et mort le 9 juin 1838 à Miélan (Gers), est un général français de la Révolution et de l’Empire.

## États de service
Il entre en service le 6 juin 1792, comme soldat au 3e bataillon de volontaires du Gers, il rejoint l’armée des Pyrénées occidentales et il passe le 7 octobre suivant adjudant sous-officier.
Le 7 janvier 1793, il est nommé capitaine de la compagnie de canonniers du bataillon et il se distingue le 5 février 1794 devant la redoute de la Liberté. Il est réformé le 7 mai 1795, lors de l’amalgame de son bataillon avec la demi-brigade du Gers et de la Gironde. En 1795, il sert à l’armée de l’Ouest et le 29 septembre 1796 il rejoint ses foyers.
Il est réintégré le 9 août 1799, comme capitaine dans le 1er bataillon auxiliaire des Basses-Pyrénées et il est incorporé le 9 avril 1800 dans la 26e demi-brigade légère, avec laquelle il sert à l’armée de l’Ouest et sur les côtes de la 15e division militaire. Il fait partie du camp de Saint-Omer et d’Ambleteuse pendant les ans VIII et IX. Il est fait chevalier de la Légion d’honneur le 14 juin 1804. Il est présent à la prise d’Ulm le 20 octobre 1805 et il est blessé d’un coup de boulet à l’épaule à la bataille d’Austerlitz le 2 décembre suivant. Il obtient le grade de capitaine de grenadiers à pied dans la Garde impériale le 1er mai 1806 et il combat à Iéna le 14 octobre, à Eylau le 8 février 1807 et à Friedland le 14 juin suivant. 
En 1808, il se rend en Espagne, puis il revient en Allemagne en 1809. Il est blessé d’un éclat d’obus à la cuisse le 21 mai 1809 à la bataille d’Essling et il est nommé officier de la Légion d’honneur le 5 juin suivant. En juillet 1809, il est de retour en Espagne et il se distingue le 2 août suivant à l’affaire de Benta. Il reste en Espagne en 1810 et 1811 et il est nommé chef de bataillon aux fusiliers grenadiers le 23 juin 1811. Il est créé chevalier de l’Empire le 22 novembre 1811.
En 1812, il participe à la campagne de Russie et après la Bataille de la Moskova il revient en Saxe pour la campagne de 1813. Il se trouve aux batailles de Lützen le 2 mai 1813 et de Bautzen les 20 et 21 mai suivants. Il devient colonel major du Régiment des fusiliers-grenadiers de la Garde impériale le 14 septembre 1813 et il se couvre de gloire à Leipzig pendant les journées du 16 au 19 novembre. Il est créé baron de l’Empire le 28 novembre 1813. Il continue de servir avec éclat en France à la 2e division de la Vieille Garde, dans le corps d’armée du maréchal Mortier et il est élevé au grade de commandeur de la Légion d’honneur le 25 février 1814.
Lors de la Première Restauration, il est fait chevalier de Saint-Louis le 25 juillet 1814 et il est mis en non-activité le 1er septembre suivant avec le grade de maréchal de camp. 
Le 14 avril 1815, il est employé à l’organisation des Gardes nationales de la 5e division militaire et il se trouve en Alsace le 2 août 1815, lors du licenciement de cette troupe. Il est placé en non-activité le 1er septembre 1815.
Disponible le 1er avril 1820, il prend le commandement de la 2e subdivision de la 8e division militaire des Basses-Alpes le 12 février 1823 et rentre de nouveau en disponibilité le 1er janvier 1829. Le 22 mars 1831, il est compris comme disponible dans le cadre d’activité de l’état-major général, et le 26 mai 1832, il commande le département de l’Aude, puis le 29 septembre suivant il passe à celui de la Corrèze. Il est admis à la retraite le 1er novembre 1833.
Il meurt le 9 juin 1838 à Miélan.

## Dotation
- Le 17 mars 1808, donataire d’une rente de 1 000 francs sur le Mont-de-Milan.

## Armoiries
| Armoiries | Nom du chevalier et blasonnement |
| --------- | --- |
|           | Chevalier Pierre Léglise et de l'Empire, lettres patentes du 22 novembre 1811. D'azur à la bande cousue de gueules chargée du signe des chevaliers légionnaires, accompagnée en chef d'un lion d'or tenant de la dextre une épée surmontée d'une étoile d'or - Livrées : les couleurs de l'écu. |

| Figure | Nom du baron et blasonnement |
| ------ | --- |
|        | Armes du baron Pierre Léglise et de l'Empire, décret du 28 novembre 1813, lettres patentes du 11 novembre 1814, commandeur de la Légion d'honneur Coupé : au I, partie à dextre d'azur à un lion rampant d'or, armé et lampassé de gueules et à senestre de gueule à l'épée haute en pal d'argent : au II, d'azur à une église d'argent ouverte, ajourée et maçonnée de sable, mouvant du bas de l'écu et adextrée en chef d'une étoile d'or. |

## Sources
- (en) « Generals Who Served in the French Army during the Period 1789 - 1814: Eberle to Exelmans »
- Thierry Pouliquen, « Les généraux français et étrangers ayant servis [sic] dans la Grande Armée » (consulté le 8 avril 2014)
- « La noblesse d’Empire » (consulté le 8 avril 2014)
- « Cote LH/1558/40 », base Léonore, ministère français de la Culture
- A. Lievyns, Jean Maurice Verdot, Pierre Bégat, Fastes de la Légion-d'honneur, biographie de tous les décorés accompagnée de l'histoire législative et réglementaire de l'ordre, volume 3, Bureau de l’administration, janvier 1844, 575 p. (lire en ligne), p. 552.
- (pl) « Napoléon.org.pl »
- Vicomte Révérend, Armorial du Premier Empire, tome 3, Honoré Champion, libraire, Paris, 1897, p. 88.